# 王珏 (棋手)

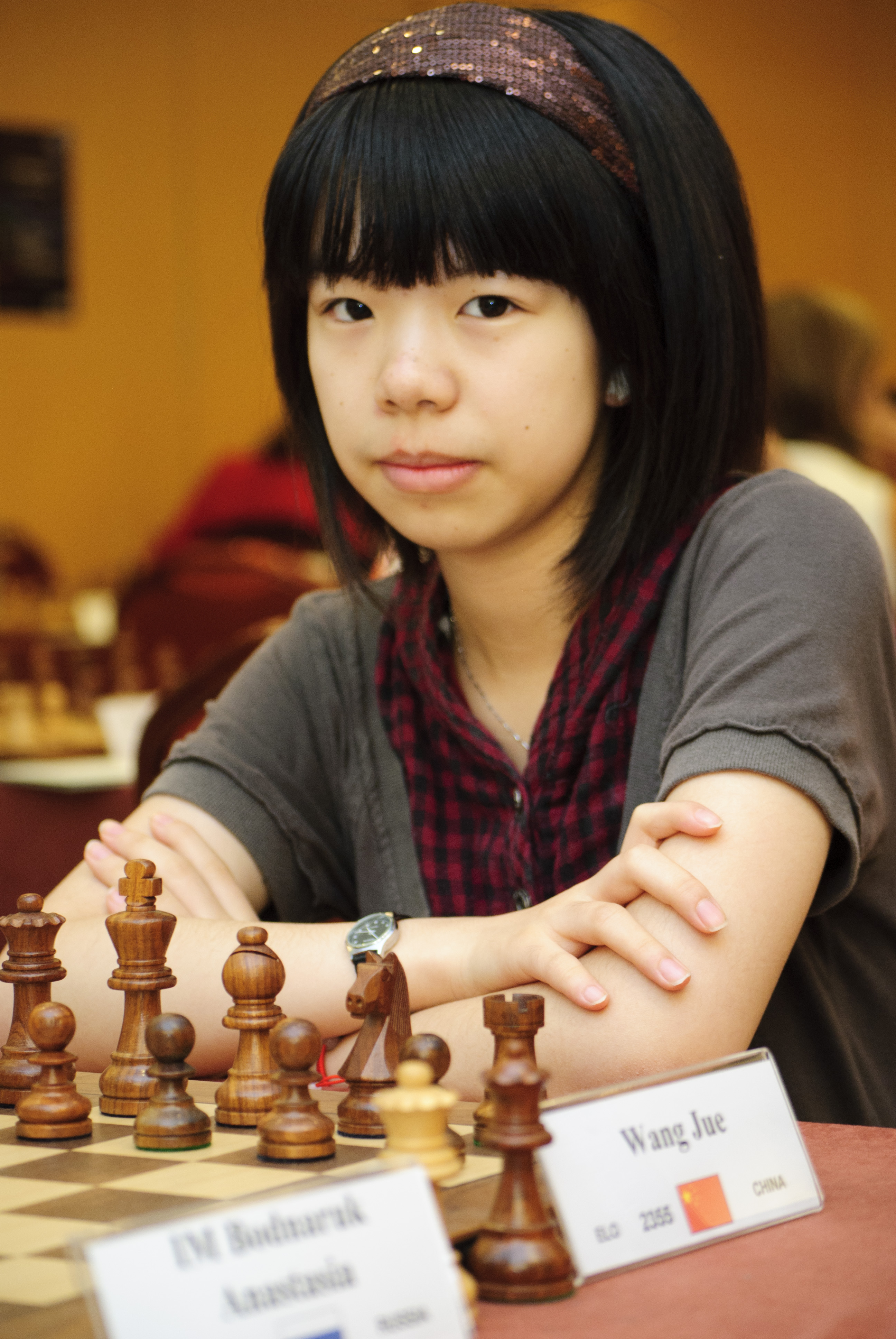
王珏在2012年雅典世界青年国际象棋锦标赛上

王珏（1995年10月17日—），出生於中華人民共和國北京，中国国际象棋运动员，有女子特级大师的国际棋联称号。
她于2005年赢得世界10岁以下女子锦标赛。2010年，王珏与余泱漪、卢尚磊、王晨组成中国队，赢得在莫斯科举办的少年队竞赛第5届弗拉基米尔·德沃科维奇杯。
她在2011年的女子全国国际象棋锦标赛以第三名完赛。
王珏在2012年的亚洲女子快棋锦标赛上与赵雪和谭中怡并列第一，加赛后列第二。她以完美的9/9得分赢得2013年的该赛事。2015年她再次获得同一项目的并列第一，加赛后得铜牌。
王珏参加了2015年女子世界国际象棋锦标赛，第一轮输给了法国特级大师玛丽·塞巴格，遭淘汰。